# Тераса цокольна
Тераса цокольна (рос. терраса цокольная, англ. erosion terrace, нім. Erosionterrasse f, Sockelterrasse f) – тераса двоярусної будови. Верхній ярус складено річковими, озерними або морськими відкладами, а нижній представлений цоколем з корінних порід. Т.ц. утворена не в алювії, а в корінних породах. Більш міцні горизонтально залеглі шари в схилах долини розмиваються повільніше, ніж породи, які залягають над ними. Син. – тераса змішана.